# Senato di Spagna

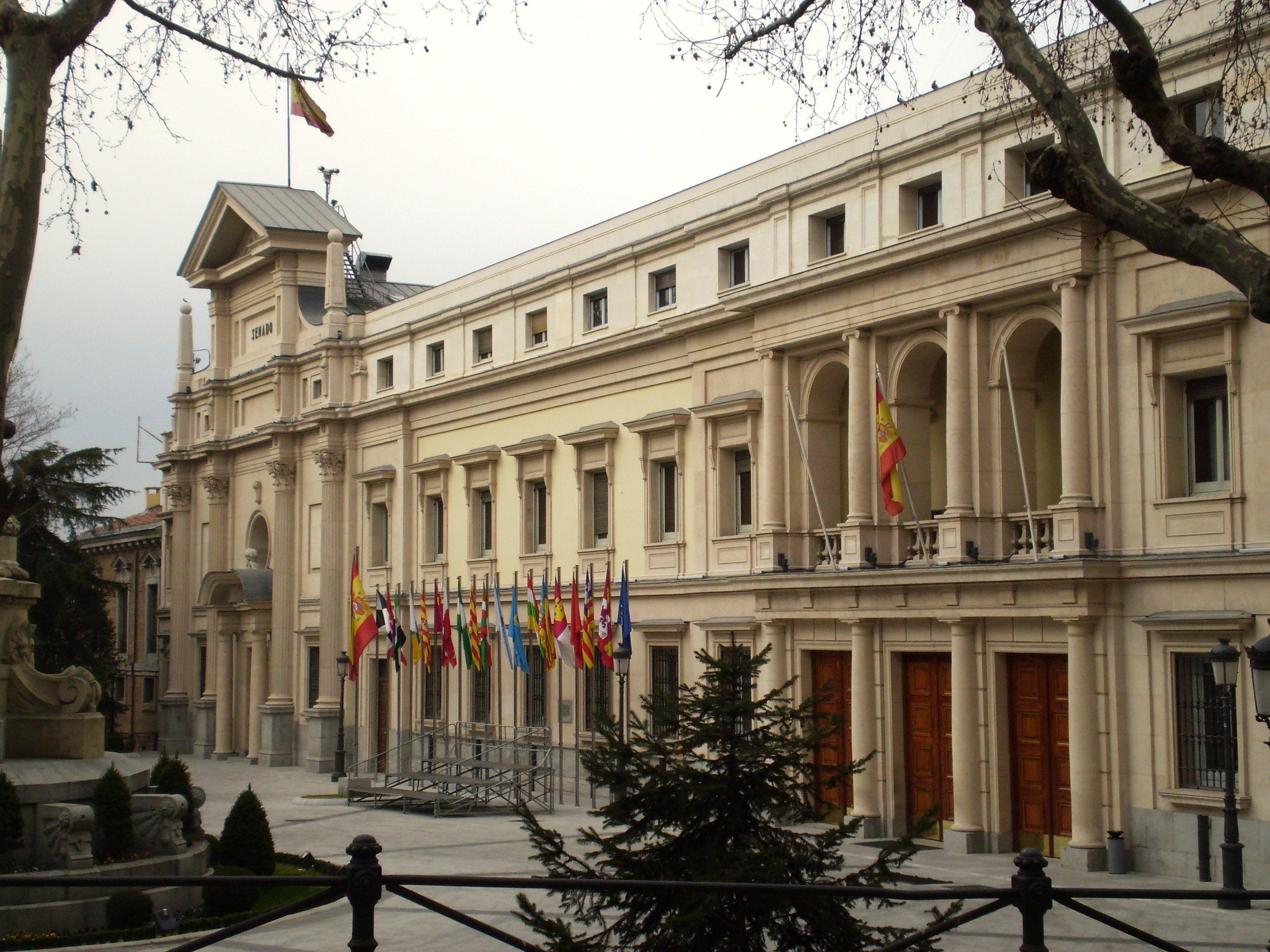
Senato di Spagna

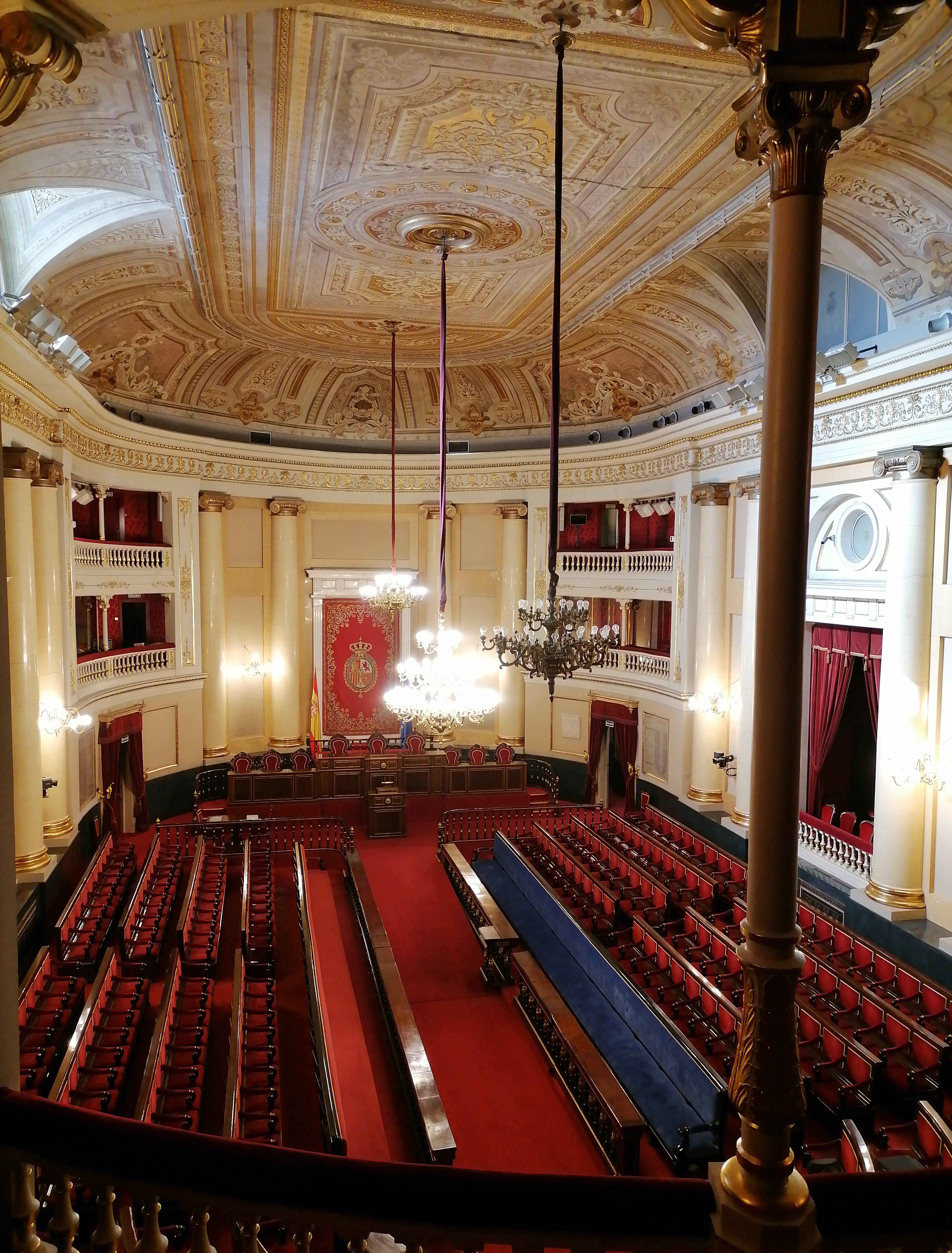
Antica aula parlamentare

Il Senato di Spagna (in spagnolo e galiziano Senado de España, in catalano Senat d'Espanya, in basco Espainiako Senatua) è la camera alta del parlamento spagnolo. Assieme al Congresso dei Deputati, la camera bassa, forma le Corti Generali, l'organo legislativo della Spagna. Ha sede nel Palazzo del Senato a Madrid.

## Storia
Ha la sua origine nell'Estatuto Real del 1834 stipulato dalla regina Maria Cristina, reggente durante la minore età di Isabella II, che stabilì per la prima volta la composizione bicamerale delle Cortes, come camera alta. Fu denominato Senado dal 1837. Fu soppresso nel 1931 con la seconda repubblica spagnola.
Fu reintrodotto nel novembre 1976 con le Leyes Fundamentales del Reino, ed è stato poi eletto nel 1977, eccetto un quinto dei membri (41) nominati direttamente dal re.
Quello attuale nasce nel 1979, dopo l'entrata in vigore della Costituzione spagnola del 1978, ed è completamente elettivo, eccetto 57 senatori che sono designati dalle 17 assemblee delle Comunità Autonome. Ha sede a Madrid.

## Composizione
Il Senato è composto da un numero variabile di senatori eletti con un sistema misto; attualmente essi sono 264 e vengono distribuiti nel modo seguente:
- 208 senatori sono eletti direttamente dal corpo elettorale con suffragio universale, libero, uguale, diretto e segreto, secondo un sistema maggioritario plurinominale che assegna il compito di eleggere 4 senatori a ciascuna provincia peninsulare, per un totale di 188 eletti; a quelle insulari vengono invece assegnati 16 senatori, di cui 3 vengono eletti in ognuna delle isole maggiori (Gran Canaria, Maiorca e Tenerife, per un totale di 9), mentre 1 senatore viene eletto in ciascuna isola o gruppo di isole minori (Ibiza-Formentera, Minorca, Fuerteventura, La Gomera, El Hierro, Lanzarote-La Graciosa, La Palma; 7 in totale). 2 senatori vengono infine assegnati per l'elezione a ciascuna delle città autonome di Ceuta e Melilla, per un totale di 4.
- 55 senatori sono designati dalle 17 assemblee delle Comunità Autonome, ognuna delle quali nomina almeno un senatore, cui se ne aggiunge un altro in più per ogni milione di abitanti residenti entro il territorio della rispettiva Comunità. L'elezione dei senatori in quest'ultimo gruppo è regolato in base a un criterio maggioritario attenuato, che premia i partiti e le coalizioni più votate alle ultime elezioni locali.

I senatori eletti a suffragio universale rimangono in carica per una legislatura di quattro anni, mentre quelli designati dalle Comunità Autonome formalmente possono essere sostituiti in qualsiasi momento (anche se di solito ciò avviene difficilmente e, quindi, anch'essi rimangono in carica per l'intera legislatura).